# 杨思
杨思（1882年—1956年10月27日），字慎之，甘肃会宁县城东关人。清朝、中华民国、中华人民共和国政治人物。

## 生平
清朝光绪二十九年（1903年），杨思中癸卯科三甲第四十五名进士。通过殿试之后，同年闰五月，改翰林院庶吉士。后授翰林院检讨。光绪三十二年（1906年），杨思作为甘肃省第一批留学生（共5名）之一，赴日本留学，入东京法政大学，未毕业便回到中国，参加中国同盟会并参加辛亥革命。
中华民国成立后，民国元年（1912年）杨思任会宁县议会议长，民国2年（1913年）任甘肃省第一届议会副议长，民国7年（1918年）任安肃道道尹，民国10年（1921年）10月任甘肃省第三届议会议长，民国11年（1922年）9月任兰山道道尹，民国14年（1925年）护理甘肃省省长。其间，民国12年（1923年）他捐款创建会宁县桃花山魁星阁。甘肃省归属南京国民政府后，民国20年（1931年）杨思任甘肃省民政厅厅长，民国21年（1932年）任甘肃省通志馆馆长，民国23年（1934年）任甘肃造币厂总办。民国36年（1947年）10月，杨思当选第一届国民大会代表，民国37年（1948年）3月参加了在南京召开的行宪国民大会。
中华人民共和国成立后，杨思任西北军政委员会委员、西北区监察委员会副主任。其间，1951年杨思捐款支援抗美援朝。1955年2月任第一届甘肃省政协副主席。
1956年10月27日，杨思在兰州病逝。杨思病逝后，邓宝珊、王治岐、蒋云台、高健君、裴建准、万良才、水梓等四十三人组成了治丧委员会，为其治丧。同年11月3日，甘肃省政协在兰州的文化会堂为杨思举办了追悼会，国务院总理、全国政协主席周恩来等献花圈，甘肃省政协副主席马悖靖致悼词，甘肃省省长邓宝珊讲话。杨思葬在兰州西柳沟。 